# Зоран Жмирич
Зоран Жмирич (хорв. Zoran Žmirić; Рієка, 10 березня 1969), хорватський письменник, музикант, колумніст, член Хорватського товариства письменників.

## Життєпис
Народився, навчався, живе й працює у рідному місті Рієці. Брав участь у Війні за незалежність Хорватії. Одним з перших на просторах колишньої Югославії став писати про електронні й комп'ютерні ігри, був співзасновником і головним редактором (2001–2010) першого хорватського геймерського сайту gamer.hr. Співпрацював з виданнями Monitor.hr, PCPlay, Corner.hr, Info Express, Hacker, Globalnet.hr / Gamenet.hr, Republika, Popcorn.hr, Novi list, VipOnline, RiRock.com, MojaRijeka.hr.
2008 року став фіналістом конкурсу видавництва VBZ на найкращий неопублікований рукопис з романом «Блокбастер». 2009 роман вийшов друком, а 2010 його визнали одним з п'яти найкращих нових романів Хорватії (за версією видання tportal.hr). Зараз роман перекладено італійською, польською і українською (2017) мовами.
Бас-гітарист гуртів Laufer (1987–1989), Grad (1998–2000). Учасник культурного об'єднання Grč (автор текстів і музики).

## Твори
- Kazalište sjena (Театр тіней) (Adamić, 2002)
- Vrijeme koje nam je pojeo Pac-Man (Час, який поїв Пакку-ман) (Meandar, 2005)
- Blockbuster (Блокбастер) (VBZ, 2009; AdPublik, 2012)
- Riječke rock himne (Рієцькі рок-гімни) (KUD Baklje, 2011)
- Snoputnik (Снопутівник) (Hrvatsko društvo pisaca, 2014)
- Zapisano metkom (Записано кулею) (Studio TiM, 2015)

## Українські переклади
- Жмирич З. Їм хоча б не до тебе... (поезії) // ТекстOver. — 2015. — Ч. 5. — С. 15. [Архівовано 6 серпня 2017 у Wayback Machine.]
- Жмирич З. Продав «калашникова»... // Український простір. — 2016. — 16 листопада. [Архівовано 6 серпня 2017 у Wayback Machine.]
- Жмирич З. Блокбастер [Архівовано 24 червня 2018 у Wayback Machine.] / Пер. з хорв. В. Криницького. — Х. : Фабула, 2018. — 224 с.  (ISBN 978-617-09-3933-3).
- Жмирич З. Записано кулею [Архівовано 10 жовтня 2020 у Wayback Machine.] / Пер. з хорв. В. Криницького. — Тернопіль : Крок, 2020. — 124 с.  (ISBN 978-617-692-565-1).

## Нагороди
- «Письменницьке перо» — нагорода Хорватського товариства письменників за найкращу книжку року («Блокбастер», 2009/2010 рр.)
- Щорічна премія міста Рієки за творчу працю і культурні досягнення (за 201 рік, вручено 2011 року)